# Homatula acuticephala
Homatula acuticephala és una espècie de peix de la família dels balitòrids i de l'ordre dels cipriniformes.

## Morfologia
Fa 11,9 cm de llargària màxima.

## Hàbitat i distribució geogràfica
És un peix d'aigua dolça, demersal i de clima tropical, el qual viu a la Xina: el llac Haixihai a Yunnan.

## Observacions
És inofensiu per als humans.